# Loncoche
Loncoche (en mapudungun tête d'un personnage important) est une ville et une commune du Chili de la Province de Cautín, elle-même située dans la Région de l'Araucanie. En 2012, la population de la commune s'élevait à 15 001 habitants. La superficie de la commune est de 650 km2 (densité de 23 hab./km²),.

## Situation
Le territoire de la commune de Loncoche est centré sur la vallée du rio Cruces dans la Cordillère de la Côte. Il est composé d'une vallée qui va en se rétrécissant vers l'ouest entourée de collines culminant à 600 mètres. La commune est située à 682 kilomètres à vol d'oiseau au sud de la capitale Santiago et à 70 kilomètres au sud de Temuco capitale de la Région de l'Araucanie.

Position de Loncoche (en rouge) au sein de la Région de l'Araucanie.